# アーレンベルク家

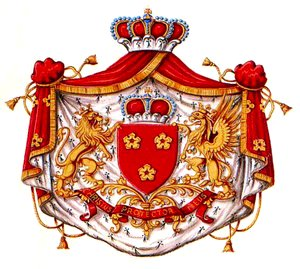
アーレンベルク家の紋章

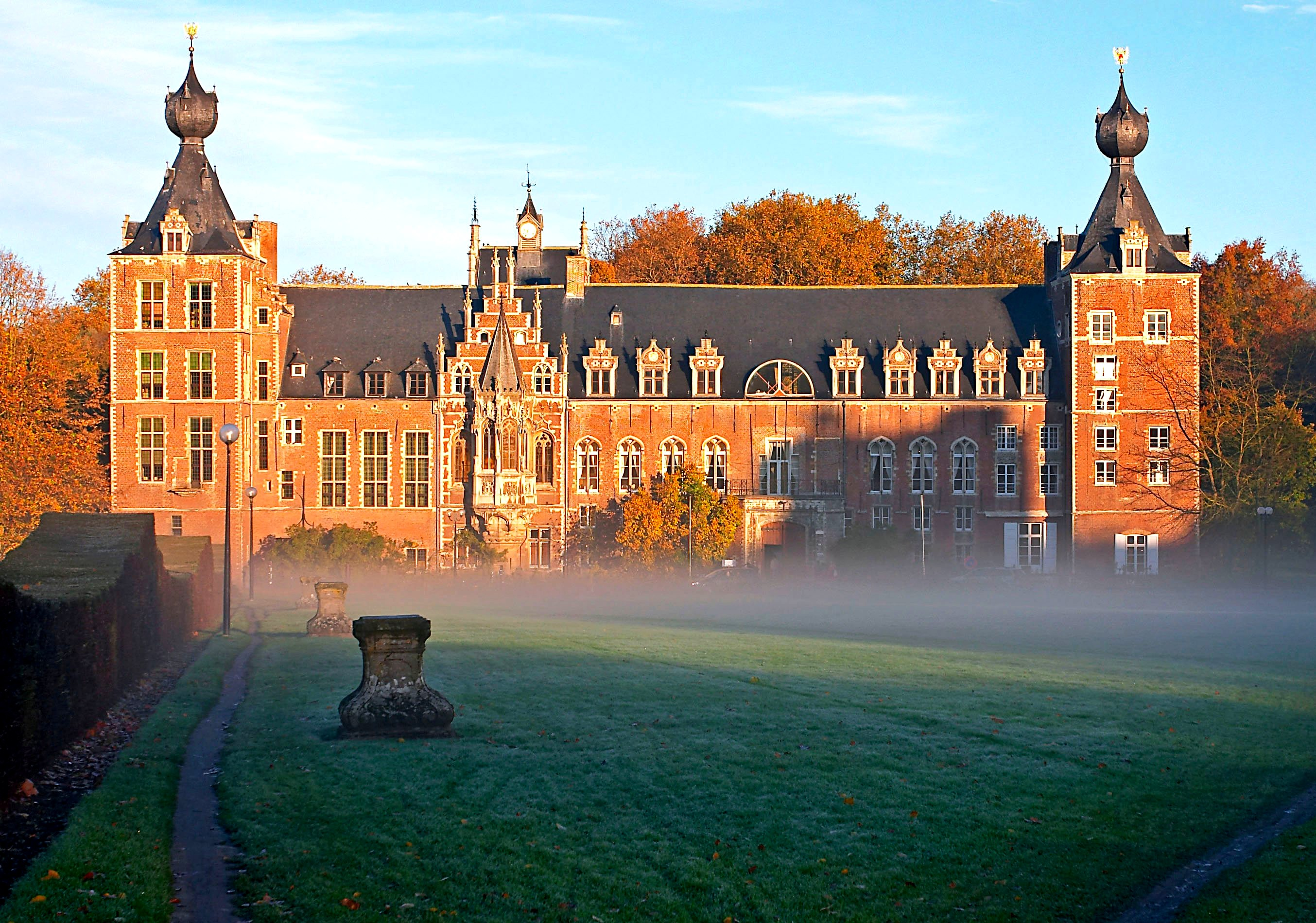
アーレンベルク城、現在はルーヴェン・カトリック大学のキャンパスの一部

アーレンベルク家（Haus Arenberg）は、ドイツ＝ベルギーの上級貴族の家系。家名はアイフェル地方のアーレンベルク城塞（ラインラント＝プファルツ州アールヴァイラー郡）に因む。1280年に男系が絶えたが、家名は女子相続人を通じてマルク伯家の傍系に、次いでリーニュ家の傍系に受け継がれた。同家は単なる領主から伯爵となり、さらに公爵に陞爵してアーレンベルク公国（Herzogtum Arenberg）を統治した。18世紀末、公国はフランス革命戦争の戦場となった。1803年の帝国代表者会議主要決議により、新たに創設されたアーレンベルク＝メッペン公国（Herzogtum Arenberg-Meppen）の統治者となったものの、1810年には公国の主権を喪失し、陪臣化された。

## 歴史
アーレンベルク家が独立領主としての地位を得たのは1117年から1129年の間と推定され、同家は1166年に初めて史料に登場する。同家はケルン城伯の地位を一時的に占めたが、1279年にはその地位をケルン大司教に売却している。アーレンベルク家領には2つの中心部が存在した。一族の本拠であるアーレンベルク城塞と、ジーク川流域地方である。同家はジーク川沿いのキルブルク、ヴィッセンおよびシェーンシュタイン城（Schloss Schönstein）を支配下に収めていた。ジーク川流域における領土は、アーレンベルク領主エーバーハルト（Eberhard von Arenberg）と、フロイスブルク城（Burg Freusburg）とその付属領の女子相続人であるアライディス・フォン・モルスベルク（Aleidis von Molsberg）との結婚によってさらに拡大したと考えられる。二人の息子ハインリヒ3世はフルッセ（Flusse）南部に領地を広げ、そして「アーレンベルク（"von Arenberg"）」の家名を名乗るようになった。その後継者ゲルハルトは北方へ領土を広げ、ヴィルデンブルク地方（Wildenburger Land）を影響下においた。しかしアーレンベルク家の男系は1280年に断絶した。
アーレンベルク家の女子相続人マティルデは1299年にマルク伯エンゲルベルト2世と結婚し、夫妻の次男エーバーハルト1世がマルク伯領から独立した形でアーレンベルク伯領を相続して、マルク伯家の分家によるアーレンベルク家の第2系統マルク＝アーレンベルク家（Marck-Arenberg）が創始された。しかしこの系統もロベルト3世を最後として1541年には男系が途絶えた。ロベルト3世の妹で相続人のマルガレーテは1547年、ジャン・ド・リーニュと結婚した。ジャン・ド・リーニュは父親からブラバンソン男爵位を、母親からベルゲン・オプ・ゾームの領主の座を相続していた。夫妻の間の子孫は、アーレンベルク家の第3系統としてアーレンベルク＝リーニュ家（Arenberg-Ligne）を形成した。アーレンベルク伯爵は1549年に神聖ローマ皇帝カール5世により帝国伯爵（Reichsgraf）に、1576年には皇帝マクシミリアン2世により帝国諸侯（フュルスト）に列せられた。
1606年ないし1607年、初代アーレンベルク侯カール（シャルル・ド・リーニュ）はアンギャンとルベックの領主権を買い取り、1612年には妻アンヌ・ド・クロイの実家クロイ家よりアールスコート公爵領を相続した。1644年、皇帝フェルディナント3世はアーレンベルク家の当主を公爵に陞爵させた。
1803年2月25日の帝国代表者会議主要決議の際、第6代アーレンベルク公ルートヴィヒ・エンゲルベルトは、フランス革命戦争に巻き込まれて公国のライン左岸地域を喪失したことに対する補償として、旧ミュンスター司教領のメッペンおよび旧ケルン大司教領のフェスト・レックリンクハウゼンの領有を認められた。公国はこれにより、およそ7万6000人の人口を抱える600km²の領土を獲得し、新しくアーレンベルク＝メッペン公国（Herzogtum Arenberg-Meppen）が成立した。しかし、同公国は1810年にはフランスに併合された。ウィーン会議に際してアーレンベルク家は家領を取り戻したものの、その領土はプロイセン王国とハノーファー王国の主権下に組み入れられてしまった。アーレンベルク公爵家はその後もシュタンデスヘル（陪臣化された旧諸侯）として家領の半独立的な地位を保持していたが、こうした領主としての諸特権も1875年までには全て奪われた。

## 歴代当主
ケルン城伯、アーレンベルクの領主および伯
- 1032年　ウルリヒ（ケルン城伯）
- 1061年 - 1074年　フランコ1世
- 1082年 - 1135年　アルノルト
- 1106年 - 1135年　フランコ2世
- 1136年 - 1159年　ハインリヒ1世
- ゲルハルト
- 1166/67年 - 1197年　ハインリヒ2世
- 1200年 - 1218年　エーバーハルト
- 1220年 - 1252年　ハインリヒ3世
- ゲルハルト
- 1267年 - 1280年　ヨハン（1279年にケルン城伯の地位を売却）

1299年、女子相続人のマティルデはマルク伯エンゲルベルト2世と結婚し、アーレンベルク家の家名はマルク伯家の傍系が相続する
アーレンベルク伯
- 1299年 - 1328年　エンゲルベルト2世
- 1328年 - 1387年　エーバーハルト1世
- 1387年 - 1454年　エーバーハルト2世
- 1454年 - 1480年　ヨハン
- 1480年 - 1496年　エーバーハルト3世
- 1496年 - ?　ロベルト1世
- ? - 1536年　ロベルト2世
- 1536年 - 1541年　ロベルト3世
- 1541年 - 1547年　マルガレータ

1547年、女子相続人のマルガレータはジャン・ド・リーニュと結婚し、アーレンベルク家の家名はリーニュ家の傍系が相続する
- 1547年 - 1568年　ジャン・ド・リーニュ
- 1568年 - 1576年　カール

アーレンベルク侯
- 1576年 - 1616年　カール
- 1616年 - 1640年　フィリップ・カール（アールスコート公爵位を相続）
- 1640年 - 1644年　フィリップ・フランツ

アーレンベルク公
- 1644年 - 1674年　フィリップ・フランツ
- 1674年 - 1681年　カール・オイゲン
- 1681年 - 1691年　フィリップ・カール・フランツ
- 1691年 - 1754年　レオポルト・フィリップ
- 1754年 - 1778年　カール・マリア・ライムント
- 1778年 - 1803年　ルートヴィヒ・エンゲルベルト（1803年にメッペン公爵位、レックリンクハウゼン侯位を獲得）
- 1803年 - 1861年　プロスペル・ルートヴィヒ（1810年に陪臣化）
- 1861年 - 1875年　エンゲルベルト・アウグスト
- 1875年 - 1918年　エンゲルベルト・マリア

1918年以後のアーレンベルク家家長
- 1918年 - 1949年　エンゲルベルト・マリア
- 1949年 - 1974年　エンゲルベルト・カール
- 1974年 - 1992年　エーリク
- 1992年 - ジャン＝エンゲルベルト